# Episodi di The Rain (terza stagione)
La terza stagione ed ultima della serie televisiva The Rain, composta da 6 episodi, è stata interamente pubblicata a livello internazionale su Netflix il 6 agosto 2020.
| nº | Titolo originale                    | Titolo italiano                           | Pubblicazione Danimarca | Pubblicazione Italia |
| -- | ----------------------------------- | ----------------------------------------- | ----------------------- | -------------------- |
| 1  | Don't Give Up                       | Non arrendetevi                           | 6 agosto 2020           | 6 agosto 2020        |
| 2  | Never Let Go                        | Non mollate mai                           | 6 agosto 2020           | 6 agosto 2020        |
| 3  | Stay Strong                         | Siate forti                               | 6 agosto 2020           | 6 agosto 2020        |
| 4  | Be the Change You Want in the World | Siate il cambiamento che volete nel mondo | 6 agosto 2020           | 6 agosto 2020        |
| 5  | Love Yourself                       | Amate voi stessi                          | 6 agosto 2020           | 6 agosto 2020        |
| 6  | And This Too Shall Pass             | E anche questo finirà                     | 6 agosto 2020           | 6 agosto 2020        |